# Sten Lykke Madsen

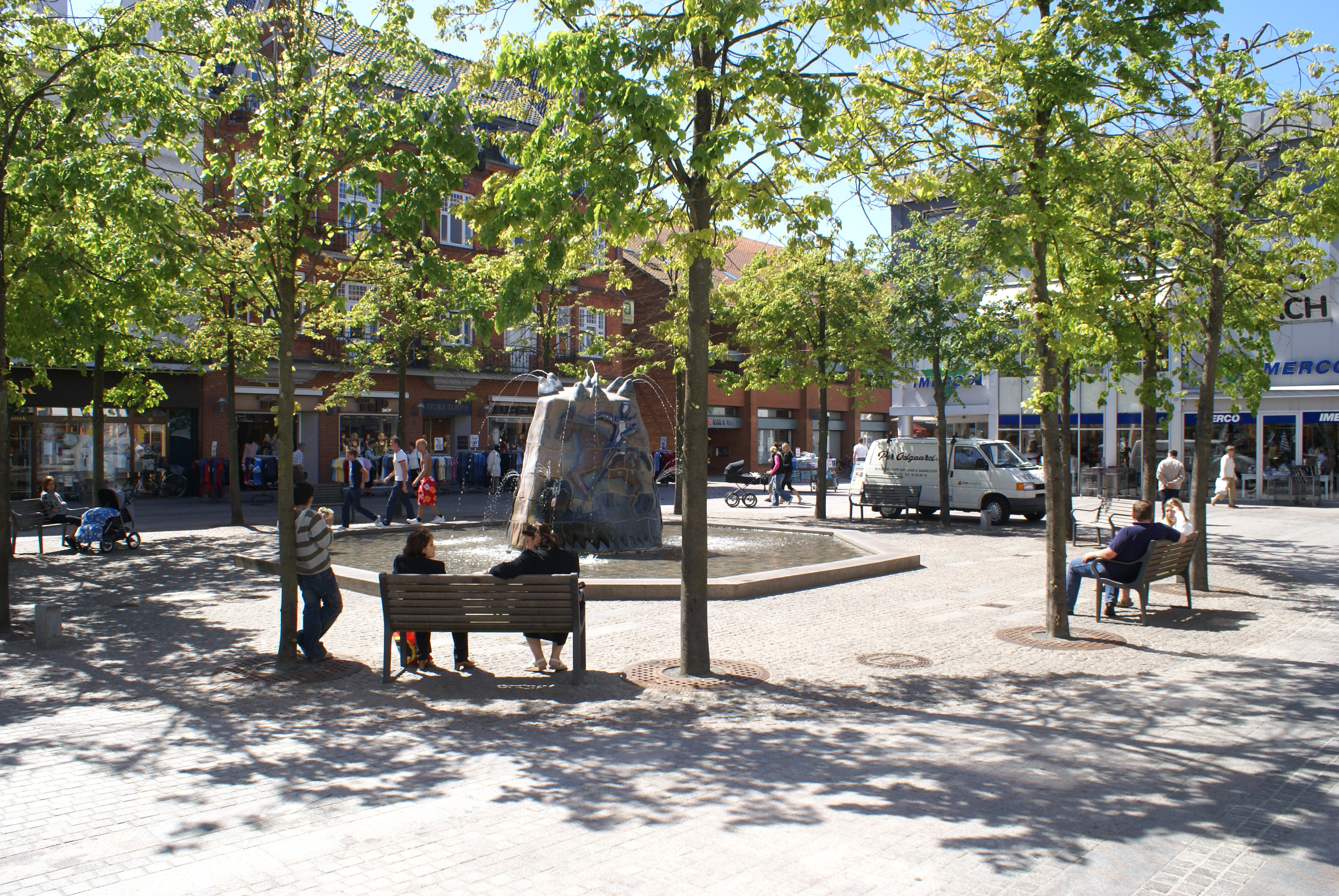
Store Torv i Holstebro med Sankt Jørgen og dragen

Sten Lykke Madsen, född 11 maj 1937, död 3 augusti 2020, var en dansk keramiker.
Sten Lykke Madsen examinerades från Kunstakademiets Designskole i Köpenhamn 1958 och grundade sin verkstad 1959. Han var 1962–1986 formgivare för porslinsfabrikerna Bing & Grøndahl och 2003 för Den Kongelige Porcelænsfabrik. År 2009 var han artist-in-residence på International Ceramic Research Centre Guldagergaard i Skælskør i  Danmark. 
Han är känd för skapande i porslin av figurer av underfundiga djur, frodiga kvinnor och äventyrsväsen.
År 1986 uppfördes fontänskulpturen Sankt Jørgen og dragen på Store Torv i Holstebro.